# Том, Николь
Николь Том (англ. Nicholle Tom, род. 23 марта 1978, Хинсдейл, Иллинойс) — американская актриса, известная по роли Мегги Шеффилд в сериале «Няня» и роли Райс Ньютон в фильме «Бетховен».

## Личная жизнь
Николь родилась в Хинсдейл, штат Иллинойс. Её брат, актёр Дэвид Том, и старшая (на три года) сестра  Хизер Том, выиграли Эмми за участие в сериале CBS «Молодые и дерзкие» (1973).

## Карьера
Перед своей славой в сериале «Няня», Николь была в течение нескольких лет известна по роли Сью, сестры Скотта Сканлона, в «Беверли-Хиллз, 90210». В начале 1990-х годов она сыграла Райс Ньютон в успешном семейном фильме «Бетховен» и «Бетховен 2», но не появилась в продолжениях «Бетховен 3» и «Бетховен 4», так как уже выросла для этой роли.
С 1998—2006 озвучивала «Супердевочек» в мультфильме «DC animated universe». В 2000 году сыграла Сару Брайан в фильме «Замороженный ангел» студии «Fox Family TV», а также Трейси в фильме «Паника». В 2001 году сыграла репортёра Кесси в эпизоде фильма «Дневники принцессы».
В 2006—2007 Николь Том снималась в сериале «Небольшие достижения Джеки Вудман» канала IFC в роли Тары, подчинённой фирмы.
Николь сыграла маленькую, но важную роль в эпизоде сериала «Чёрная метка», который вышел в эфир 20 сентября 2007 года. Этот эпизод называется «Свободный конец», и её персонажа зовут Мелисса.
Актриса снялась в телефильме «Она единственный ребёнок» канала «Lifetime Movie Network», премьера которого вышла 22 марта 2008 года. Также играла со своим братом Дэвидом (по фильму он тоже был её братом) в эпизоде сериала «Мыслить как преступник», который вышел в эфир 2 апреля 2008 года. Помимо этого Николь была приглашённой звездой в эпизоде сериала «Холодный случай», который вышел в эфир 4 мая 2008 года.

## Фильмография
| Фильмы     | Фильмы                                            | Фильмы            | Фильмы                        |
| Год        | Фильм                                             | Роль              | Примечание                    |
| ---------- | ------------------------------------------------- | ----------------- | ----------------------------- |
| 1992       | Бетховен                                          | Райс Ньютон       |                               |
| 1993       | Родословная:Убийство в семье                      | Джейс Вудман      |                               |
| 1993       | Бетховен 2                                        | Райс Ньютон       |                               |
| 1994       | Сезон перемен                                     | Салли Ми Паркер   |                               |
| 1996       | Непристойное соблазнение                          | Эми Дастин        | эпизод «За честь моей дочери» |
| 1996       | Какая твоя мама?                                  | Кэлли Джеймсон    |                               |
| 1997       | Не состоящий в браке отец                         | Мелани            |                               |
| 1999       | Стерлинг Чейз                                     | Алексис           |                               |
| 2000       | Паника                                            | Трейси            |                               |
| 2000       | Ледяной ангел                                     | Сара Брайан       |                               |
| 2000       | Бред                                              | Сэди              |                               |
| 2001       | Дневники принцессы                                | Репортёр Кесси    |                               |
| 2001       | Брат Робби                                        | Андреа            |                               |
| 2003       | A mi amor mi dulce                                | Нут               |                               |
| 2004       | Книга Руфь                                        | Руфь              |                               |
| 2004       | Няня Реньон: помнить о еде                        | Херзельф          |                               |
| 2005       | В память о моём отце                              | Николь            |                               |
| 2006       | Странная история доктора Джекилла и мистера Хайда | Карла Ходжкисс    |                               |
| 2006       | Стильные штучки                                   | Пенни Дью         |                               |
| 2008       | Своего единственного ребёнка                      | Лили Стенлер      |                               |
| 2009       | Что-то зло исходит                                | неизвестно        |                               |
| 2010       | Мой фамильный секрет                              | Лара Дарси        | в производстве                |
| Телефильмы |                                                   |                   |                               |
| Год        | Название                                          | Роль              | Примечание                    |
| 1991       | Принц из Беверли-Хиллз                            | Зои               | 1 эпизод                      |
| 1992       | Беверли-Хиллз, 90210                              | Сью Скенлон       | 4 эпизода                     |
| 1993-1999  | Няня                                              | Маргарет Шеффилд  | 145 эпизодов                  |
| 1994       | Бетховен                                          | Райс Ньютон       | озвучивание                   |
| 1997       | Отец-одиночка (ТВ)                                | Мелани Крейн      |                               |
| 1998       | Добро пожаловать в Парадокс                       | Дельфи            | 1 эпизод                      |
| 1998       | Новые приключения Бэтмена                         | Супердевушка      |                               |
| 1998       | Супермен:анимационные серии                       | Кара/Супердевушки | 5 эпизодов, 1998—2000         |
| 2003       | Сильное лекарство                                 | Шерон/Чери/Шарона | 1 эпизод                      |
| 2006       | Лига справедливости                               | Кара/Супердевушка | 7 эпизодов                    |
| 2006       | Уиндфолл                                          | Элайза            | 3 эпизода                     |
| 2006       | Небольшие достижения Джеки Вудман                 | Тара              | 16 эпизодов, 2006—2007        |
| 2007       | Свадебные колокола                                | Лайн Хилл         | 2 эпизода                     |
| 2007       | Чёрная метка                                      | Мелисса Фонтенау  | 2 эпизода                     |
| 2008       | Детектив Раш                                      | Присцилла Чапин   | 1 эпизод                      |
| 2008       | Мыслить как преступник                            | Конни Гален       | 1 эпизод                      |
| 2009       | Без следа                                         | Молли Самсон      | 1 эпизод                      |
| 2009       | Менталист                                         | Мэрилин Монро     | 1 эпизод                      |
| 2009       | Сумасшедший                                       | Мелисса Раньер    | 1 эпизод                      |

## Награды и номинации
- Премия молодой звезде
  - Номинация «Лучшая молодая актриса комедийного сериала» 1995 года.
  - Номинация «Лучшая женская роль в For TV Movie» 1997 года.
- Премия молодому художнику
  - Номинация
  - Номинация «Лучшей молодой актрисе за главную роль в фильме» 1994 года.
  - Номинация «Молодой актрисе за ведущую роль в телесериале» 1994 года.
  - Номинация «За выдающийся молодёжный ансамбль (совместно с Бенджаменом Салсбери и Мадлен Зима)» 1995 года.
  - Номинация «За выдающийся молодёжный ансамбль (совместно с Бенджаменом Салсбери и Мадлен Зима)» 1995 года.
  - Номинация «За выдающийся молодёжный ансамбль в кинофильме (совместно с Кристофером Кастилии и Сарой Роуз Карр)» 1996 года.
  - Номинация «Лучшей молодой актрисе комедийного сериала» 1997 года.
  - Номинация «За лучшее исполнение в телевизионной драме» 1997 года.